# Der Gorilla von Soho
Der Gorilla von Soho ist ein Kriminalfilm aus dem Jahr 1968. Die Produktion aus der Reihe der deutschen Edgar-Wallace-Filme entstand unter der Regie von Alfred Vohrer. In den Hauptrollen sind Horst Tappert und Uschi Glas zu sehen.

## Handlung
Der Australier Richard Ellis wird in London tot aus der Themse gefischt. Bei der Leiche findet man eine Puppe mit einer rätselhaften Aufschrift. Da es sich bereits um den dritten angeblich ertrunkenen Millionär aus Übersee handelt, glaubt Inspektor Perkins nicht an einen Unfall. Scotland-Yard-Chef Sir Arthur stellt dem Ermittler die attraktive Susan McPherson, eine Expertin für afrikanische Sprachen, an die Seite. Diese kann auf der Puppe die Wörter „Verbrechen“, „Mord“ und „das Ungeheuer und der Gorilla“ entziffern. Der Inspektor vermutet, dass die einst gefürchtete „Gorillabande“ hinter den Morden steckt. Diese Organisation übte ihre Verbrechen stets im Kostüm eines Gorillas aus. Inzwischen hat Perkins’ Assistent Sergeant Pepper erfahren, dass Ellis sein gesamtes Vermögen der karitativen Organisation „Love and Peace for People“, kurz „LPFP“, vermachte. Perkins stattet deren Chef, Henry Parker, einen Besuch ab und trifft in dessen Büro auf den Ganoven Sugar. Der Inspektor wird beinahe Zeuge, wie Mr. Sugar Parker erpresst. Der schmierige Unterweltler half Parker einst bei der Beseitigung seines Bruders Donald, an den Sugar seine damalige Freundin verlor. Anschließend besucht der Inspektor einen Nachtclub, in dem neben Mr. Sugar auch Donald Parkers frühere Geliebte Cora Watson verkehrt.
Am nächsten Tag fahren Inspektor Perkins, Sergeant Pepper und Susan McPherson zu dem Mädchenheim St. Maria, das der Gorillabande früher als Unterschlupf diente. Die Insassinnen stellen hier jene Puppen her, von denen man eine bei Ellis’ Leiche fand. Die strenge Schwester Elisabeth kann sich gut an Jack Corner, den früheren Chef der Gorillabande, erinnern. Er arbeitete in der Anstalt als Heizer und verschwand nach einem schweren Unfall, durch den sein Gesicht entstellt wurde. Erst danach übernahm die heutige Oberin das Haus. Kurz nach dem Besuch entdeckt Susan, dass man ihr eine Puppe zugesteckt hat. „Der Gorilla kommt manchmal nachts, die Oberin weiß nichts davon“ ist darauf zu lesen. Henry Parkers Sekretär Edgar Bird teilt Cora Watson indessen einige pikante Details aus dem Büro der LPFP mit. Parker selbst wird unterdessen von Gordon Stuart und dessen Notar Dr. Jeckyl empfangen. Nachdem Stuart erst kürzlich erfahren hat, dass seine uneheliche Tochter, Susan Ward, am Leben ist, lässt er sein Testament ändern. Diese soll, anstelle der „Love and Peace for People“, das gesamte Vermögen Stuarts erben. Am Abend lauert Cora Watson Henry Parker auf und versucht vergeblich, ihn zu erpressen. Zur gleichen Zeit wird Susan McPherson, die sich als Helferin der Staatlichen Fürsorge ausgibt, in das St.-Maria-Heim eingeschleust. Während Susan dort einige Insassinnen zur Unterbringung befragt, wird im Keller der vom Gorilla entführte Gordon Stuart in einem Waschkessel ertränkt. Schwester Elisabeth zwingt die taubstumme schwarze Dorothy Smith zur Mithilfe. Das Mädchen steckt eine mit Warnungen beschriebene Puppe in den Hausmantel des ermordeten Stuart, bevor er in der Themse landet.
Morgens erfahren die Ermittler von der Ermordung Stuarts. Wenig später entdeckt Edgar Bird die erdrosselte Cora Watson. Inspektor Perkins, der dies beobachtet, lässt den auf Bewährung freigelassenen Bird zu dessen eigener Überraschung laufen. Dr. Jeckyl informiert Perkins und Pepper über Stuarts Testamentsänderung. Abends sind die Beamten mit dem Hauschauffeur des Hotels, in dem Stuart übernachtet hat, unterwegs. Perkins hofft, dadurch eine Spur zu Stuarts verschollener Tochter Susan Ward zu finden. Perkins und Pepper staunen nicht schlecht, als der Fahrer sie zu einem Haus bringt und Susan McPherson ihnen die Tür öffnet. Susan erzählt aufgeregt, dass man ihre Mutter entführt habe. Perkins veranlasst sofort eine Suchmeldung. Der Ganove Sugar ist in der Zwischenzeit dahintergekommen, dass Henry Parker den Schlüssel zu Coras Wohnung besitzt. Als er das Büro der LPFP aufsucht, um Parker erneut zu erpressen, wird er von Edgar Bird ermordet. Susan McPherson wird indessen fast vom Gorilla entführt, kann jedoch im letzten Moment von Sergeant Pepper gerettet werden.
Sir Arthur genehmigt tags darauf endlich eine Durchsuchung des Mädchenheims. Die Oberin behauptet, dass die taubstumme Dorothy Smith verschwunden sei. Aber telefonisch kann der Polizeiarzt den Verdacht des Inspektors bestätigen, dass das Mädchen längst in der Themse beseitigt wurde. Susan, die über Nacht im St.-Maria-Heim bleibt, kann im Keller das Versteck des Gorillas ausfindig machen. Der herbeigerufene Pepper nimmt die Verfolgung des unheimlichen Verbrechers auf, der inzwischen auch Susans Mutter auf dem Gewissen hat. Währenddessen dringt Perkins heimlich in Parkers Büro ein, wo er von Edgar Bird überrascht wird. Dem Beamten gelingt es zwar, den zwielichtigen Sekretär zu überlisten, doch ein Unbekannter schlägt Perkins k. o. und befördert Bird ins Jenseits. Als Sir Arthur und Sergeant Pepper wenig später das Büro durchsuchen, fehlt vom Inspektor jede Spur. Man findet allerdings Beweise, dass die geerbten Gelder von der „Love and Peace for People“ direkt an das Mädchenheim übertragen wurden. Dort befinden sich Susan und Perkins bereits in der Gewalt der wahren Haupttäter, der Oberin und Henry Parkers. Das Paar, das sich vor fünf Jahren in Südamerika kennengelernt hatte, will nun auch Susan McPherson, bei der es sich im Wahrheit um Susan Ward handelt, im Waschkessel und in der Themse beseitigen. Stuarts Erbe wollen die beiden anschließend durch ein Mädchen aus dem Heim kassieren, das sich als Susan ausgibt. Perkins gelingt es, sich zu befreien und die Oberin zu überlisten. Aber Parker erschießt kaltblütig seine Partnerin und zielt mit seiner Waffe auf den Inspektor. Im letzten Moment gelingt es Sergeant Pepper, sowohl den Gorilla als auch Parker zu überwältigen und Susan aus dem fast gefüllten Waschkessel zu retten.

## Entstehungsgeschichte

### Vorgeschichte
Während die 1967 uraufgeführten Edgar-Wallace-Filme abermals für ein gutes Geschäft sorgten, liefen bei Horst Wendlandts Rialto Film bereits die Vorplanungen für das Jahr 1968. Da man inzwischen freie Stoffe nach Motiven von Edgar Wallace verfilmte, standen zu Beginn der Planungen meist nur der Filmtitel, ein Thema, der beauftragte Drehbuchautor und ein geeigneter Regisseur fest. So schloss Rialto Film mit dem Verleih Constantin Film einen Vertrag über die Herstellung von drei Edgar-Wallace-Filmen im Jahr 1968. Geplant waren:
1. Der Gorilla von Soho (Drehbuch: Herbert Reinecker, Regie: Harald Philipp)
2. Der Unheimliche (Drehbuch: Herbert Reinecker, Regie: Alfred Vohrer)
3. Der Mann mit dem Glasauge (Drehbuch: Ladislas Fodor, Regie: Alfred Vohrer)

Noch im November 1967, während der Dreharbeiten zu Der Hund von Blackwood Castle, ging man bei Rialto Film fest davon aus, nach dessen Uraufführung den Film Der Gorilla von Soho zu drehen. Um innerhalb der Filmreihe für Abwechslung zu sorgen, wollte man nach drei Filmen von Alfred Vohrer nunmehr Harald Philipp als neuen Regisseur verpflichten. Das Projekt war zu diesem Zeitpunkt bereits so weit gediehen, dass Rialto Film eine detaillierte Besetzungsliste erstellte:
- Chefinspektor Jenkins: Joachim Fuchsberger
- sein Assistent: Thomas Danneberg
- Sir Arthur: Hubert von Meyerinck
- Miss Finley: Ilse Pagé
- Lord Arthur: Peter Pasetti
- Lady Elisabeth: Claude Farell
- Theaterdirektor: Wolfgang Kieling
- Zoodirektor: Alexander Kerst
- Burnes: Rolf Boysen
- Tierpräparator: Walter Barnes
- Der Gorilla: Al Hoosman
- Tanzlehrerin Kora: Ellen Schwiers
- Penny: Siw Mattson

Dann äußerte Constantin Film Bedenken zu dem Vorhaben, da man nicht zwei Edgar-Wallace-Filme mit einem Tier im Titel (Hund und Gorilla) aufeinander folgen lassen wollte. Rialto Film beschloss, zunächst den Film Der Unheimliche (späterer Titel Im Banne des Unheimlichen) unter der Regie von Alfred Vohrer und nach einem alternativen Drehbuch von Ladislas Fodor zu realisieren. Dabei griff man auf einen großen Teil der ursprünglich für Der Gorilla von Soho vorgesehenen Schauspieler zurück.

### Erstes Drehbuch
Harald Philipp, der weiterhin als Regisseur für Der Gorilla von Soho vorgesehen war, arbeitete in der Zwischenzeit Herbert Reineckers Drehbuch in eine drehfertige Fassung um. Mit Heinz Gietz, der die Filmmusik komponieren sollte, hatte man eine weitere personelle Neuerung geplant. Die von Reinecker unter seinem Pseudonym Alex Berg erdachte Handlung spielte sich zusammengefasst wie folgt ab:
Eines Abends wird die junge Susan Macpherson dazu aufgefordert, zum Affenhaus im Londoner Zoo zu kommen. Ein Unbekannter verspricht ihr Aufklärung über den Tod ihres Vaters, der bei einer Jagd in Afrika ums Leben gekommen ist. Am Affenhaus wird Susan Zeugin, wie der Fremde, der sie dort erwartet, von einem Gorilla erwürgt wird. Chefinspektor Jenkins und sein Assistent Inspektor Bradley von Scotland Yard interessieren sich für die Teilnehmer einer von Macpherson geleiteten Afrikaexpedition. Die Ermittler können nicht verhindern, dass nacheinander sowohl die meisten Expeditionsteilnehmer als auch einige vermeintlich Unbeteiligte durch den Gorilla ermordet werden. Auf der Suche nach den wahren Todesumständen ihres Vaters stößt Susan auf drei große Rohdiamanten. Am Ende gelingt es Scotland Yard, den Gorilla in die Enge zu treiben und zu demaskieren.
Rialto Film erstellte abermals eine ausführliche Liste mit den vorgesehenen Darstellern:
- Chefinspektor Jenkins: Horst Tappert
- Inspektor Jim Bradley: Uwe Friedrichsen
- Sir Arthur: Hubert von Meyerinck
- Susan Macpherson: Uschi Glas
- Miss Clark, Sekretärin: Anita Kupsch
- Lord Tyron: Carl Raddatz
- Lady Elisabeth Tyron, seine Schwester: Ruth Maria Kubitschek
- Zoodirektor Burns: Martin Hirthe
- Tierpräparator Gibbs: Stanislav Ledinek
- Tierarzt Dr. Baluba: Al Hoosman
- Butler John: Wolfgang Lukschy
- Theaterdirektor Scott: Horst Niendorf
- Inspizient: Gerhard Frickhöffer
- Ballettmeisterin Maureen: Maria Litto
- Theaterregisseur: Rudolf Schündler

Am 26. April erfolgte die Uraufführung des Films Im Banne des Unheimlichen. Am 16. Mai erhielt Rialto Film ein Gutachten der Filmkredittreuhand GmbH Berlin (West), die das Projekt Der Gorilla von Soho befürwortete. Im Juni sollten die Dreharbeiten beginnen.

### Zweites Drehbuch
Aus heute unbekannten Gründen wurde das fertige Drehbuch inmitten der Vorbereitungen verworfen. Als mögliche Erklärung kommen Probleme mit der Drehgenehmigung im Berliner Zoo infrage. Vermutet werden auch Bedenken über den Kosten- und Zeitaufwand des Projektes. Auf jeden Fall war Rialto Film gegenüber Constantin Film verpflichtet, bis September 1968 einen Edgar-Wallace-Film fertigzustellen. Wendlandt und sein bevorzugter Regisseur Alfred Vohrer kamen schließlich auf die rettende Idee: Eine dem Titel Der Gorilla von Soho angepasste Neuverfilmung des erfolgreichen Edgar-Wallace-Krimis Die toten Augen von London, den Vohrer 1961 inszeniert hatte.
Unter großem Zeitdruck und mit Unterstützung der Produktionssekretärin Editha Busch schrieben Vohrer und Wendlandt unter dem gemeinsamen Pseudonym Freddy Gregor ein Drehbuch, das im Wesentlichen auf dem Originaldrehbuch von Egon Eis basierte. Trotz vieler Änderungen wurden mehrere Dialogpassagen aus Die toten Augen von London fast wörtlich übernommen. Aus Reineckers ursprünglichem „Gorilla“-Drehbuch blieben hingegen nur die Namen „Elisabeth“ und „Macpherson“ in der abgewandelten Schreibweise „McPherson“ erhalten. Die Figuren „Inspektor Perkins“ und „Sergeant Pepper“ übernahm man aus dem parallel fertiggestellten Drehbuch des nächsten Edgar-Wallace-Films Der Mann mit dem Glasauge, in dem beide Ermittler erneut zum Einsatz kommen sollten.

### Besetzung
Nach einem Gastauftritt als Ganove in Der Hund von Blackwood Castle sollte Horst Tappert in Der Gorilla von Soho als neuer Inspektor in der Edgar-Wallace-Reihe etabliert werden. Als Assistent Sergeant Pepper stellte man ihm Uwe Friedrichsen an die Seite. Seit der 1965 laufenden Fernsehserie John Klings Abenteuer war der Schauspieler bereits einem größeren Publikum bekannt. Die beiden hatte man, wie auch Uschi Glas, Hubert von Meyerinck, Ilse Pagé und Maria Litto, schon vor der Drehbuchänderung engagiert. Daneben verpflichtete man unter anderem die ebenfalls in früheren Edgar-Wallace-Filmen eingesetzten Darsteller Claus Holm, Inge Langen, Albert Lieven und Hilde Sessak. Einmalige Gastauftritte in der Filmreihe übernahmen Herbert Fux, Beate Hasenau und Ralf Schermuly. Der „Gorilla“ wurde von dem Berliner Stuntman Michael Koch gespielt.

### Produktion
Die Dreharbeiten für den im Breitwandformat 1:1,66 produzierten Farbfilm (Eastmancolor) fanden vom 18. Juni bis 25. Juli 1968 in West-Berlin und London statt. Die Außenaufnahmen in Berlin entstanden unter anderem an der damaligen Gottlob-Münsinger-Schule (im Film das Mädchenheim) auf der Insel Eiswerder sowie im Fregattenschuppen auf der Pfaueninsel, die hier zum letzten Mal als Drehort für einen Wallace-Film genutzt wurde. Für einige Szenen, die man an Originalschauplätzen filmte, reisten Uschi Glas und Uwe Friedrichsen mit einem kleinen Filmteam nach London. Die Atelieraufnahmen drehte man in den Studios der CCC-Film in Berlin-Haselhorst, dessen Gebäude ebenfalls für Außenaufnahmen genutzt wurden. Die Filmbauten stammten von Wilhelm Vorwerg und Walter Kutz. Für die Kostüme war Ingrid Zoré verantwortlich. Das Gorillakostüm wurde exklusiv in London angefertigt. Herstellungsleiter war Fritz Klotzsch.

### Filmmusik
Der ursprünglich für den Film vorgesehene Komponist Heinz Gietz wurde letztlich doch durch Peter Thomas ersetzt. Dessen Titelmusik war diesmal deutlich im Free Jazz verhaftet. Der im Film vorkommende Easy-Listening-Titel Susan and Jim erschien erstmals auf der Langspielplatte Das Kriminalmuseum – Film- und Fernsehhits. Auf der 1995 erschienenen CD Peter Thomas Sound Orchester – Easy Loungin’ war die Titelmusik enthalten. Beide Stücke wurden auch auf der CD The Best of Edgar Wallace aus dem Jahr 2002 veröffentlicht.

## Rezeption

### Veröffentlichungen
Der Film wurde am 16. September 1968 von der FSK ab 16 Jahren freigegeben. Am 27. September 1968 erfolgte der bundesweite Kinostart. Während der Erstaufführungszeit hatte der Film rund 1,7 Millionen Kinozuschauer. Bei den damals durchgeführten Umfragen des Fachblattes Filmecho/Filmwoche, bei denen die Kinobesucher aktuelle Filme auf einer Skala von 1 (ausgezeichnet) bis 7 (sehr schlecht) bewerteten, schnitt Der Gorilla von Soho mit der Note 3,1 ab. Zum Vergleich: Die ebenfalls 1968 veröffentlichten Rialto-Produktionen Der Hund von Blackwood Castle (2,9), Im Banne des Unheimlichen (2,5) und Zum Teufel mit der Penne (1,9).
Sowohl Rialto Film als auch der Verleih Constantin Film verzichteten auf Hinweise, dass es sich um eine Verfilmung des Romans Die toten Augen von London oder ein Remake des gleichnamigen Schwarzweißfilms von 1961 handelte. Der große Erfolg des Originals konnte mit dem unter Zeitdruck entstandenen Werk ohnehin nicht wiederholt werden. Der Erfolg des Vorgängers Im Banne des Unheimlichen sorgte immerhin dafür, dass auch Der Gorilla von Soho ein gutes Geschäftsergebnis vorweisen konnte. Die Enttäuschung über den Film war aber teilweise so groß, dass sich anschließend viele Zuschauer keinen neuen Edgar-Wallace-Film mehr im Kino ansahen. Filmproduzent Horst Wendlandt und Regisseur Alfred Vohrer glaubten weiterhin an eine erfolgreiche Fortsetzung der Reihe und bereiteten ab Herbst 1968 ihr nächstes Projekt, Der Mann mit dem Glasauge, vor.
Der Gorilla von Soho konnte auch im Ausland vermarktet werden und lief dort unter anderem unter den folgenden Titeln:
- Griechenland: O Gorillas enantion tis Scotland Yard
- Italien: Il gorilla di Soho
- Niederlande: Soho in de greep van de gorilla
- Polen: Goryl z Soho
- Spanien: El gorilla siniestro
- Uruguay: El gorila siniestro
- Vereinigte Staaten: Gorilla Gang / Ape Creature

Im deutschen Fernsehen wurde der Film erstmals am 25. April 1985 auf dem Sat.1-Vorgänger PKS ausgestrahlt. Inzwischen wurde die Altersfreigabe von 16 auf 12 Jahre herabgestuft. In den 1990er Jahren erfolgte die Veröffentlichung als Videokassette. 2005 erschien der Film in einer neu abgetasteten Fassung auf DVD.

### Kritiken
„Regisseur Alfred Vohrer hat mit echt deutscher Gründlichkeit die Schauergeschichte von Wallace noch um die Dimension von Farbe und Ton, und das, was er für Gags hält, gesteigert. Es darf gelacht werden.“

„Wallace, o Wallace oder Scotland Yard, wie haste dir verändert.“

„Alfred Vohrer hat mit einer guten Mischung aus „sex and crime“ gepflegte spannungsreiche Unterhaltung abgeliefert, bei der auch der Witz nicht zu kurz kommt. Horst Tappert, Uwe Friedrichsen, Schätzchen Uschi Glas, Albert Lieven und Hubert von Meyerinck sorgen für die nötige Abwechslung.“

„Wieder sehr allgemein-undifferenziert, übertrieben grell und […] nur mit etwas spekulativem, ausgedehnten Sex durchsetzt. Dieser Farbfilm ist etwas für ganz notorische Edgar-Wallace-Fans.“

„Ein platt gemachter Soho-Schocker. (Wertung: mäßig)“

„Gute Darsteller in einem Film, über den Wallace empört gewesen wäre.“

„Die Schwarzweiß-Version ist gruseliger.“

„In der Handlung unlogischer Edgar-Wallace-Film mit abgedroschenen Effekten und berechnend eingesetztem Sex.“

Am 1. November 2024 wurde auf Nitro eine von Oliver Kalkofe und Peter Rütten kommentierte Fassung des Films innerhalb der Sendereihe Die schlechtesten Filme aller Zeiten (SchleFaZ) ausgestrahlt.